# Kerek foltú gyöngyházlepke
A kerek foltú gyöngyházlepke (Speyeria aglaja, korábban Argynnis aglaja) a rovarok (Insecta) osztályának lepkék (Lepidoptera) rendjébe, ezen belül a tarkalepkefélék (Nymphalidae) családjába tartozó lepkefaj.

## Előfordulása
Palearktikus faj; mezofil faunakomponens. Európában csaknem az Északi-fokig előfordul. Óvilági elterjedésének déli határvidéke Észak-Afrika, hiányzik viszont a Földközi-tenger szigeteiről – kivéve Szicíliát. Számos változata mellett több, extrém aberrációja is ismert.

## Megjelenése, felépítése
Első szárnyának fesztávolsága mintegy 3 centiméter. Az első szárny fonákját finom, zöldes pikkelyek borítják; a hátsó szárny fonákjának pikkelyei ezüstösek. A nőstény alapszíne valamivel világosabb a híménél, rajzolata pedig erőteljesebb.
A bársonyosan fekete hernyót piros foltok tarkázzák.

## Életmódja, élőhelye
Évente egy nemzedéke repül, június–augusztus között. A középhegységek világos erdeiben él, de a nagyobb parkokban is gyakori. Kedvelt tartózkodási helyei az erdei tisztások, erdőszélek, nyiladékok, vagyis ahol a fény és az árnyék váltakozik. A hegységekben egészen a fahatárig megtaláljuk. A ligeterdőkben ritkább.
A lepke a bodza, a különböző bogáncsok, gyakran a háromszínű árvácska és a kígyógyökerű keserűfű virágairól táplálkozik.
Petéi telelnek át. Hernyójának tápnövényei az ibolya fajok (Viola spp.).

## Képek

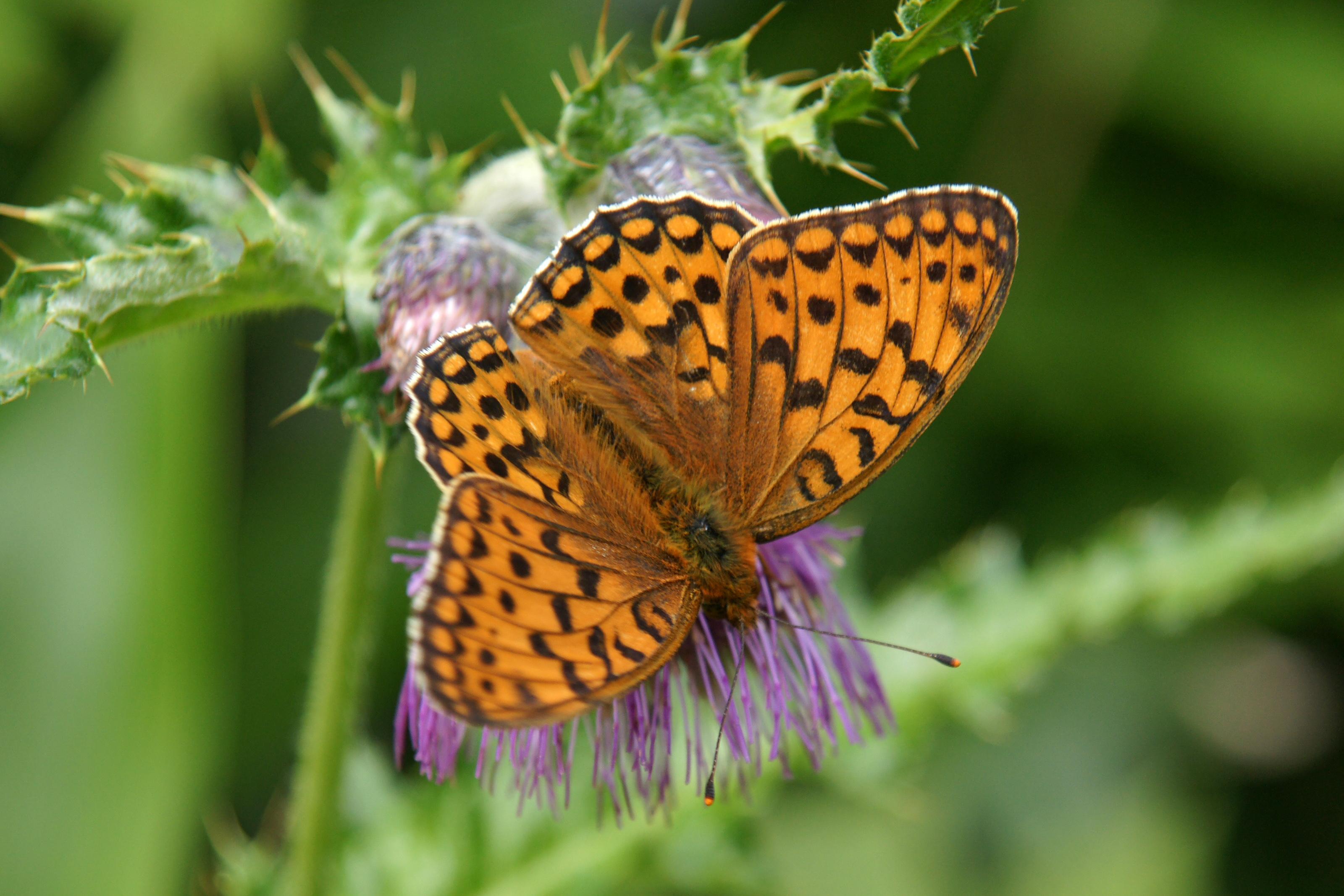
Speyeria aglaja fortuna
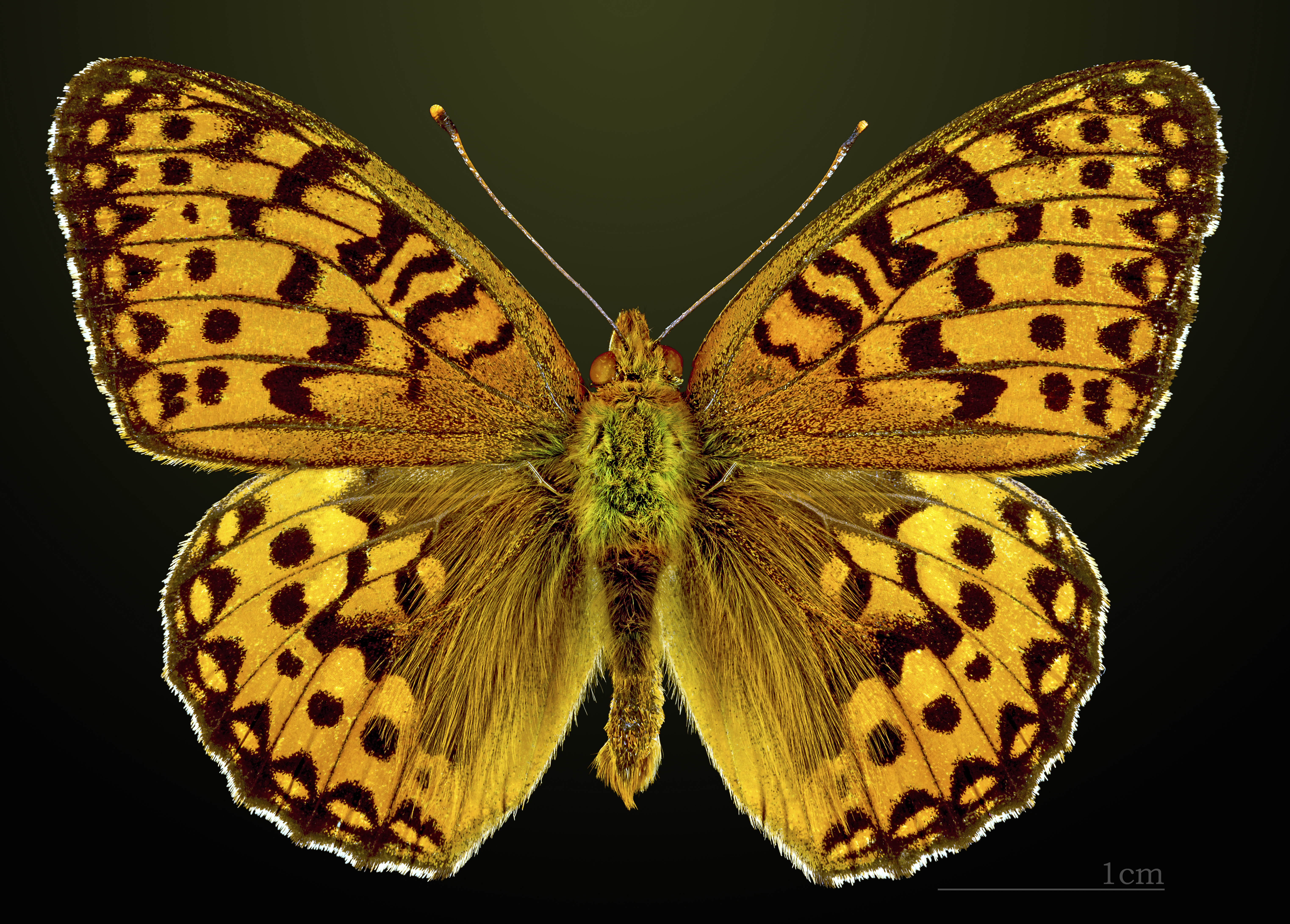
Kerek foltú gyöngyházlepke
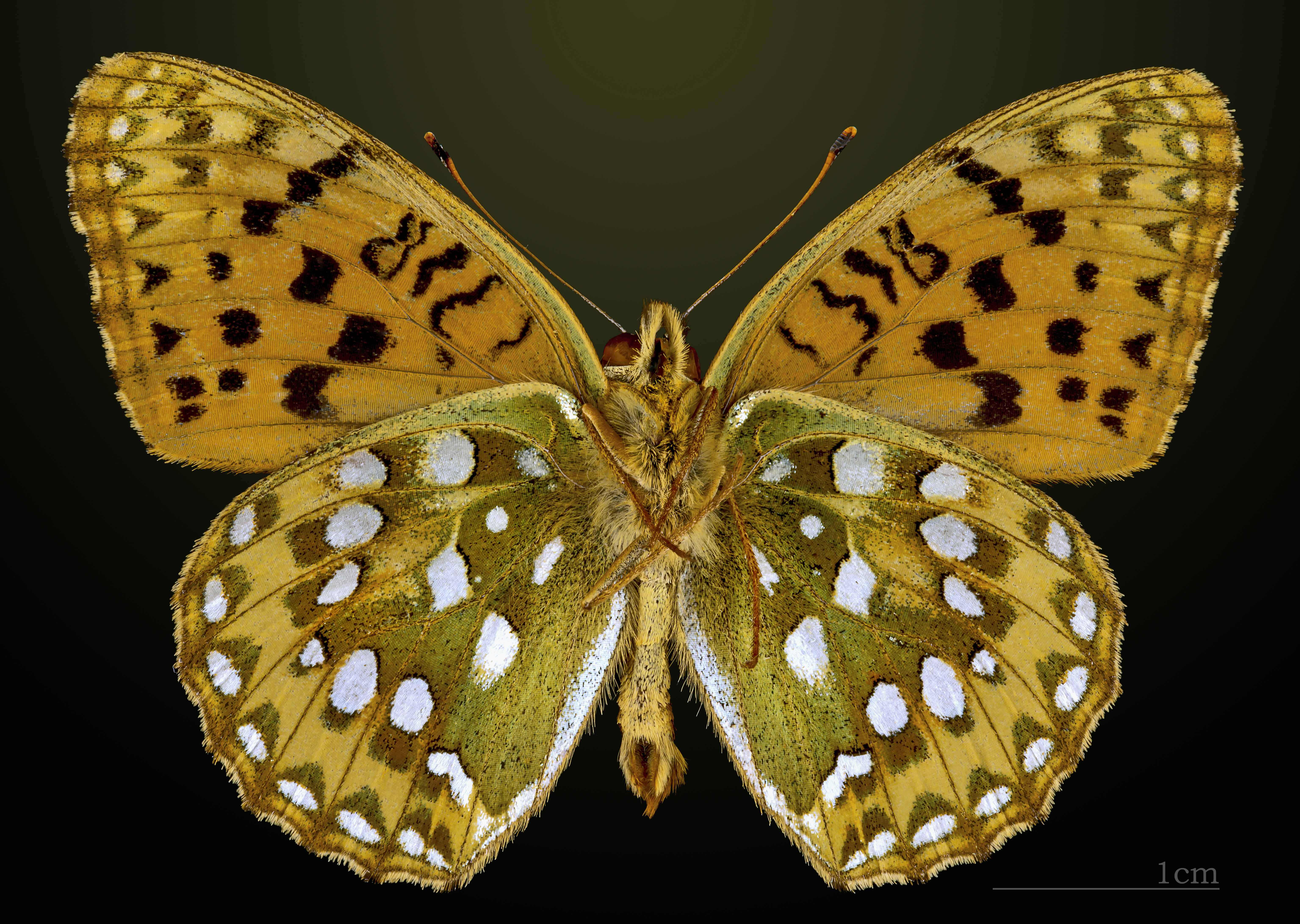
△ Kerek foltú gyöngyházlepke